# NBA G League 2017-2018
La stagione della NBA G League 2017-2018 è stata la 17ª edizione della NBA G League (precedentemente nota come NBA D-League), la lega professionistica di sviluppo della NBA. La stagione si è conclusa con la vittoria degli Austin Spurs, che hanno sconfitto i Raptors 905 2-0 nella serie finale.

## Squadre partecipanti
Vennero ammesse tre nuove squadre: gli Agua Caliente Clippers, i Memphis Hustle e i Wisconsin Herd. Gli Erie BayHawks si sono trasferiti a Lakeland diventando i Lakeland Magic, i Los Angeles D-Fenders sono diventati i South Bay Lakers, infine gli Iowa Energy sono diventati Iowa Wolves. Venne infine creata una nuova franchigia, sempre col nome di Erie BayHawks affiliata agli Atlanta Hawks.
- A.C. Clippers
- Austin Spurs
- Canton Charge
- Delaware 87ers
- Erie BayHawks
- F.W. Mad Ants
- G. Rapids Drive
- Greens. Swarm
- Iowa Wolves
- Lakeland Magic
- Long Island Nets
- Maine Red Claws
- Memphis Hustle

- N. Arizona Suns
- Oklahoma Blue
- Raptors 905
- Reno Bighorns
- R.G.V. Vipers
- S.L.C. Stars
- S.C. Warriors
- S. Falls Skyforce
- South Bay Lakers
- Texas Legends
- Westch. Knicks
- Windy City Bulls
- Wisconsin Herd

## Classificaregular season

### Eastern Conference

#### Atlantic division
| Squadra            | V  | P  | PCT  | GB |
| ------------------ | -- | -- | ---- | -- |
| Westchester Knicks | 32 | 18 | 64,0 | -  |
| Raptors 905        | 31 | 19 | 62,0 | 1  |
| Long Island Nets   | 27 | 23 | 54,0 | 5  |
| Maine Red Claws    | 17 | 33 | 34,0 | 15 |

#### Central division
| Squadra             | V  | P  | PCT  | GB |
| ------------------- | -- | -- | ---- | -- |
| Fort Wayne Mad Ants | 29 | 21 | 58,0 | -  |
| Grand Rapids Drive  | 29 | 21 | 58,0 | -  |
| Windy City Bulls    | 24 | 26 | 48,0 | 5  |
| Canton Charge       | 22 | 28 | 44,0 | 7  |
| Wisconsin Herd      | 21 | 29 | 42,0 | 8  |

#### Southeast division
| Squadra          | V  | P  | PCT  | GB |
| ---------------- | -- | -- | ---- | -- |
| Erie BayHawks    | 28 | 22 | 56,0 | -  |
| Lakeland Magic   | 28 | 22 | 56,0 | -  |
| Greensboro Swarm | 16 | 34 | 32,0 | 12 |
| Delaware 87ers   | 16 | 34 | 32,0 | 12 |

### Western Conference

#### Midwest division
| Squadra              | V  | P  | PCT  | GB |
| -------------------- | -- | -- | ---- | -- |
| Oklahoma City Blue   | 28 | 22 | 56,0 | -  |
| Sioux Falls Skyforce | 25 | 25 | 50,0 | 3  |
| Iowa Wolves          | 24 | 26 | 48,0 | 4  |
| Memphis Hustle       | 21 | 29 | 42,0 | 7  |

#### Pacific division
| Squadra                | V  | P  | PCT  | GB |
| ---------------------- | -- | -- | ---- | -- |
| Reno Bighorns          | 29 | 21 | 58,0 | -  |
| South Bay Lakers       | 28 | 22 | 56,0 | 1  |
| Santa Cruz Warriors    | 23 | 27 | 46,0 | 6  |
| Northern Arizona Suns  | 23 | 27 | 46,0 | 6  |
| Agua Caliente Clippers | 23 | 27 | 46,0 | 6  |

#### Southwest division
| Squadra                  | V  | P  | PCT  | GB |
| ------------------------ | -- | -- | ---- | -- |
| Austin Spurs             | 32 | 18 | 64,0 | -  |
| Rio Grande Valley Vipers | 29 | 21 | 58,0 | 3  |
| Texas Legends            | 29 | 21 | 58,0 | 3  |
| Salt Lake City Stars     | 16 | 34 | 32,0 | 16 |

## Play-off

### Tabellone
|  | Primo turno        | Primo turno      | Primo turno      |                  |               | Semifinali di Conference | Semifinali di Conference | Semifinali di Conference |  |    | Finali di Conference | Finali di Conference | Finali di Conference |   |  | Finals | Finals | Finals |
|  |                    |                  |                  |                  |               |                          |                          |                          |  |    |                      |                      |                      |   |  |        |        |        |
|  |                    |                  |                  |                  |               |                          |                          |                          |  |    |                      |                      |                      |   |  |        |        |        |
|  |                    | 1.               | Westch. Knicks   | 80               |               |                          |                          |                          |  |    |                      |                      |                      |   |  |        |        |        |
|  |                    |                  |                  | 80               |               |                          |                          |                          |  |    |                      |                      |                      |   |  |        |        |        |
|  |                    |                  | 4.               | Raptors 905      | 92            |                          |                          |                          |  |    |                      |                      |                      |   |  |        |        |        |
|  | 4.                 | Raptors 905      | 4.               | Raptors 905      | 92            | 92                       |                          |                          |  |    |                      |                      |                      |   |  |        |        |        |
|  | 4.                 | Raptors 905      |                  |                  |               | 92                       |                          |                          |  |    |                      |                      |                      |   |  |        |        |        |
|  | 5.                 | G. Rapids Drive  | 88               |                  |               |                          |                          |                          |  |    |                      |                      |                      |   |  |        |        |        |
|  | 5.                 | G. Rapids Drive  | 88               |                  |               |                          |                          |                          |  | 4. | Raptors 905          | 118                  |                      |   |  |        |        |        |
|  | Eastern Conference |                  |                  |                  |               |                          |                          |                          |  | 4. | Raptors 905          | 118                  |                      |   |  |        |        |        |
|  |                    | 3.               | Erie BayHawks    | 106              |               |                          |                          |                          |  |    |                      |                      |                      |   |  |        |        |        |
|  | 3.                 | 3.               | Erie BayHawks    | 106              | Erie BayHawks | 96                       |                          |                          |  |    |                      |                      |                      |   |  |        |        |        |
|  | 3.                 |                  |                  |                  | Erie BayHawks | 96                       |                          |                          |  |    |                      |                      |                      |   |  |        |        |        |
|  | 6.                 | Lakeland Magic   | 90               |                  |               |                          |                          |                          |  |    |                      |                      |                      |   |  |        |        |        |
|  | 6.                 | Lakeland Magic   | 90               |                  | 2.            | F.W. Mad Ants            | 116                      |                          |  |    |                      |                      |                      |   |  |        |        |        |
|  |                    |                  |                  |                  | 2.            | F.W. Mad Ants            | 116                      |                          |  |    |                      |                      |                      |   |  |        |        |        |
|  |                    |                  | 3.               | Erie BayHawks    | 119           |                          |                          |                          |  |    |                      |                      |                      |   |  |        |        |        |
|  |                    |                  | 3.               | Erie BayHawks    | 119           |                          |                          |                          |  |    |                      |                      |                      |   |  |        |        |        |
|  |                    |                  |                  |                  |               |                          |                          |                          |  |    |                      |                      |                      |   |  |        |        |        |
|  |                    |                  |                  |                  |               |                          |                          |                          |  |    |                      |                      |                      |   |  |        |        |        |
|  |                    |                  |                  |                  |               |                          |                          |                          |  |    |                      | E4.                  | Raptors 905          | 0 |  |        |        |        |
|  |                    |                  |                  |                  |               |                          |                          |                          |  |    |                      |                      |                      |   |  |        |        |        |
|  |                    | W1.              | Austin Spurs     | 2                |               |                          |                          |                          |  |    |                      |                      |                      |   |  |        |        |        |
|  |                    | W1.              | Austin Spurs     | 2                |               |                          |                          |                          |  |    |                      |                      |                      |   |  |        |        |        |
|  |                    |                  |                  |                  |               |                          |                          |                          |  |    |                      |                      |                      |   |  |        |        |        |
|  |                    |                  |                  |                  |               |                          |                          |                          |  |    |                      |                      |                      |   |  |        |        |        |
|  |                    | 1.               | Austin Spurs     | 117              |               |                          |                          |                          |  |    |                      |                      |                      |   |  |        |        |        |
|  |                    |                  |                  | 117              |               |                          |                          |                          |  |    |                      |                      |                      |   |  |        |        |        |
|  |                    |                  | 4.               | R.G.V. Vipers    | 91            |                          |                          |                          |  |    |                      |                      |                      |   |  |        |        |        |
|  | 4.                 | R.G.V. Vipers    | 4.               | R.G.V. Vipers    | 91            | 107                      |                          |                          |  |    |                      |                      |                      |   |  |        |        |        |
|  | 4.                 | R.G.V. Vipers    |                  |                  |               | 107                      |                          |                          |  |    |                      |                      |                      |   |  |        |        |        |
|  | 5.                 | Texas Legends    | 100              |                  |               |                          |                          |                          |  |    |                      |                      |                      |   |  |        |        |        |
|  | 5.                 | Texas Legends    | 100              |                  |               |                          |                          |                          |  | 1. | Austin Spurs         | 104                  |                      |   |  |        |        |        |
|  | Western Conference |                  |                  |                  |               |                          |                          |                          |  | 1. | Austin Spurs         | 104                  |                      |   |  |        |        |        |
|  |                    | 6.               | South Bay Lakers | 93               |               |                          |                          |                          |  |    |                      |                      |                      |   |  |        |        |        |
|  | 3.                 | 6.               | South Bay Lakers | 93               | Oklahoma Blue | 105                      |                          |                          |  |    |                      |                      |                      |   |  |        |        |        |
|  | 3.                 |                  |                  |                  | Oklahoma Blue | 105                      |                          |                          |  |    |                      |                      |                      |   |  |        |        |        |
|  | 6.                 | South Bay Lakers | 125              |                  |               |                          |                          |                          |  |    |                      |                      |                      |   |  |        |        |        |
|  | 6.                 | South Bay Lakers | 125              |                  | 2.            | Reno Bighorns            | 109                      |                          |  |    |                      |                      |                      |   |  |        |        |        |
|  |                    |                  |                  |                  | 2.            | Reno Bighorns            | 109                      |                          |  |    |                      |                      |                      |   |  |        |        |        |
|  |                    |                  | 6.               | South Bay Lakers | 126           |                          |                          |                          |  |    |                      |                      |                      |   |  |        |        |        |
|  |                    |                  | 6.               | South Bay Lakers | 126           |                          |                          |                          |  |    |                      |                      |                      |   |  |        |        |        |
|  |                    |                  |                  |                  |               |                          |                          |                          |  |    |                      |                      |                      |   |  |        |        |        |

### NBA D-League Finals
Gara 1
| Cedar Park 8 aprile 2018 | Austin Toros | 105 – 93 referto | Raptors 905 | H-E-B Center |

Gara 2
| Mississauga 10 aprile 2018 | Raptors 905 | 76 – 98 referto | Austin Toros | Hershey Centre |

| Campione NBA Development League 2017-2018 |
| ----------------------------------------- |
| Austin Spurs 2º titolo                    |

## Premi NBA D-League
- NBA Development League Most Valuable Player Award: Lorenzo Brown, Raptors 905
- NBA Development League Finals Most Valuable Player Award: Nick Johnson, Austin Spurs
- NBA Development League Rookie of the Year Award: Antonio Blakeney, Windy City Bulls
- NBA Development League Defensive Player of the Year Award:  Landry Nnoko. Grand Rapids Drive
- Dennis Johnson Coach of the Year Award: Mike Miller, Westchester Knicks
- NBA Development League Most Improved Player Award: DeQuan Jones, Fort Wayne Mad Ants
- NBA Development League Team Executive of the Year Award: Steve Brandes, Wisconsin Herd
- NBA Development League Basketball Executive of the Year Award: Malik Rose, Erie BayHawks
- All-NBDL First Team
  - Quinn Cook, Santa Cruz Warriors
  - Lorenzo Brown, Raptors 905
  -  Georges Niang, Salt Lake City Stars
  - Jameel Warney, Texas Legends
  - Thomas Bryant, South Bay Lakers
- All-NBDL Second Team
  - Antonio Blakeney, Windy City Bulls
  - Alex Caruso, South Bay Lakers
  - Amile Jefferson, Iowa Wolves
  - Johnathan Motley, Texas Legends
  - Christian Wood, Delaware 87ers
- All-NBDL Third Team
  - Trey Burke, Westchester Knicks
  - Walt Lemon, Fort Wayne Mad Ants
  - Jaron Blossomgame, Austin Spurs
  - Luke Kornet, Westchester Knicks
  -  Landry Nnoko, Grand Rapids Drive
- All-NBDL All-Defensive First Team
  - Brianté Weber, Sioux Falls Skyforce
  - Kadeem Allen, Maine Red Claws
  - Amile Jefferson, Iowa Wolves
  -  Landry Nnoko, Grand Rapids Drive
  -  Amida Brimah, Austin Spurs
- All-NBDL All-Rookie First Team
  - Rodney Purvis, Lakeland Magic
  - Antonio Blakeney, Windy City Bulls
  - Amile Jefferson, Iowa Wolves
  - Nigel Hayes, Westchester Knicks
  - Thomas Bryant, South Bay Lakers